# Scolarisation en Guyane
 (mars 2024).
La scolarisation en Guyane présente plusieurs particularités par rapport aux expériences scolaires de l'hexagone, qui s'enracinent dans l'histoire spécifique de la Guyane. La place des langues marrones et autochtones dans l'école française est un sujet de débat depuis des décennies.

## Histoire

### «Homes indiens»catholiques pour autochtones
À partir des années 1930, les enfants amérindiens commencent à être envoyés dans des pensionnats catholiques éloignés appelés « homes indiens », avec le soutien de l'État.

## Politique linguistique
Selon l'UNICEF, l'usage disproportionné du français à l'école n'est pas adapté à la Guyane, où 7 enfants sur 10 ont une autre langue maternelle.

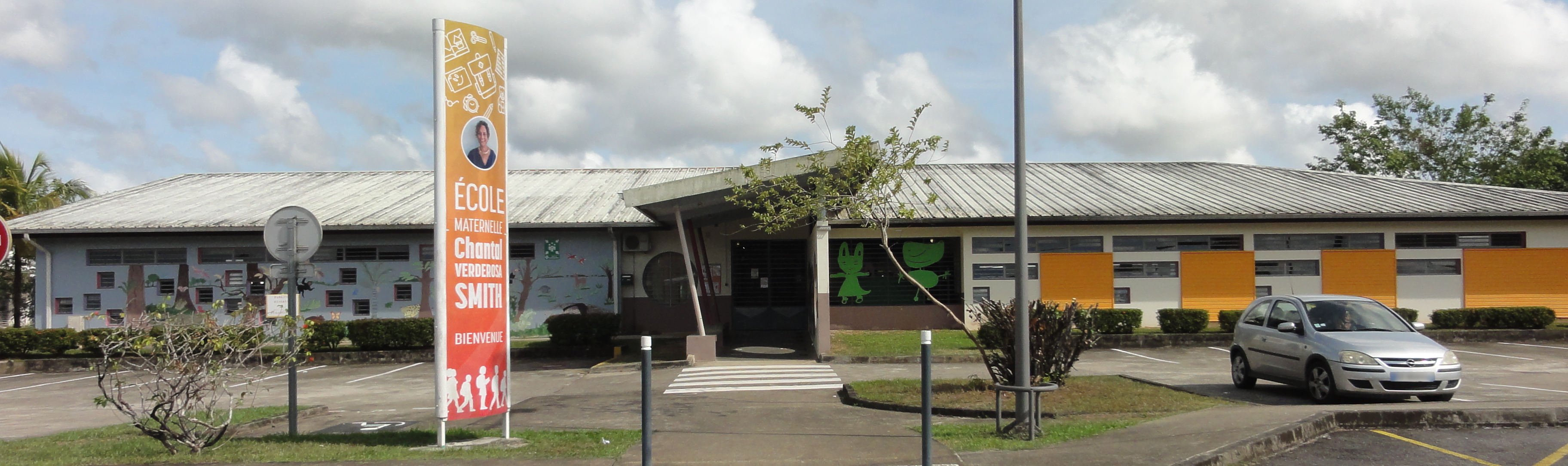
École maternelle Chantal Verderosa Smith à Matoury.
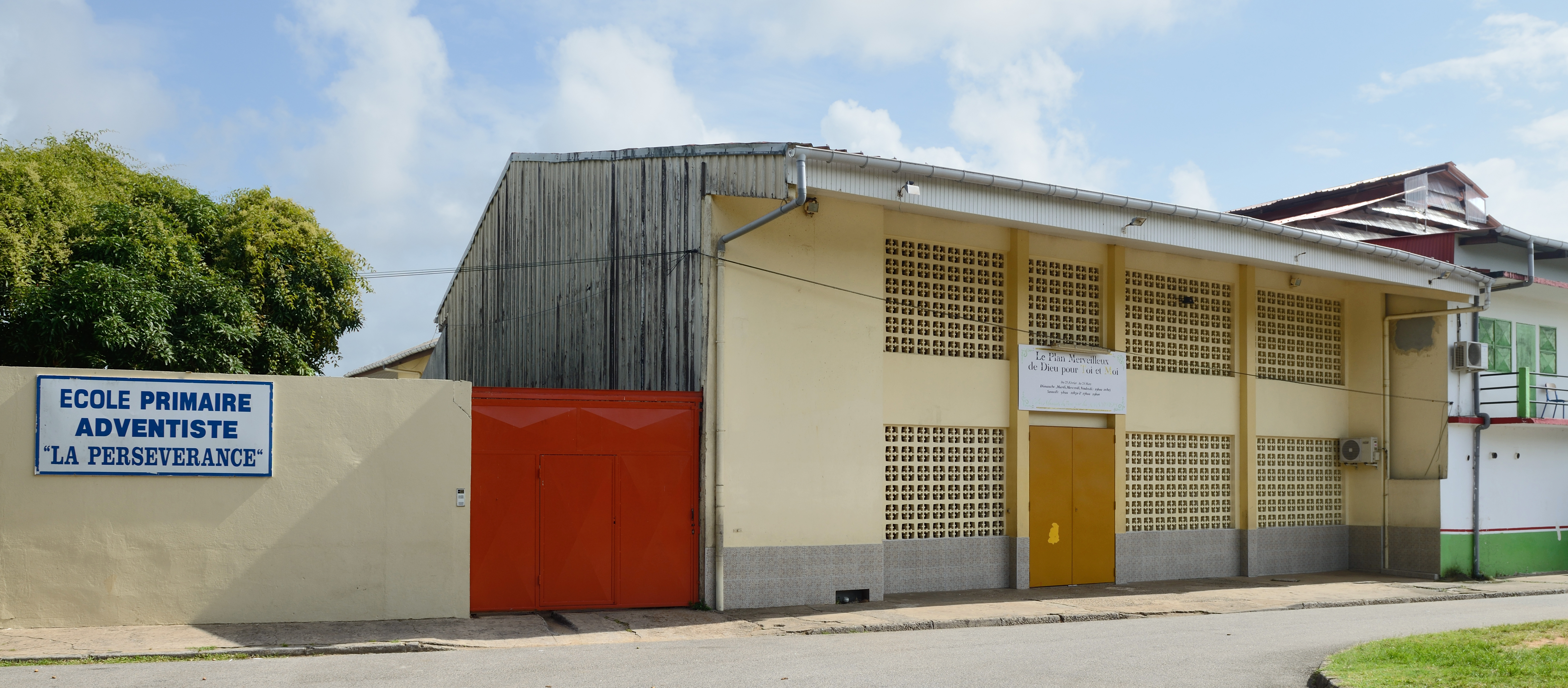
École primaire adventiste La Persévérance à Cayenne.
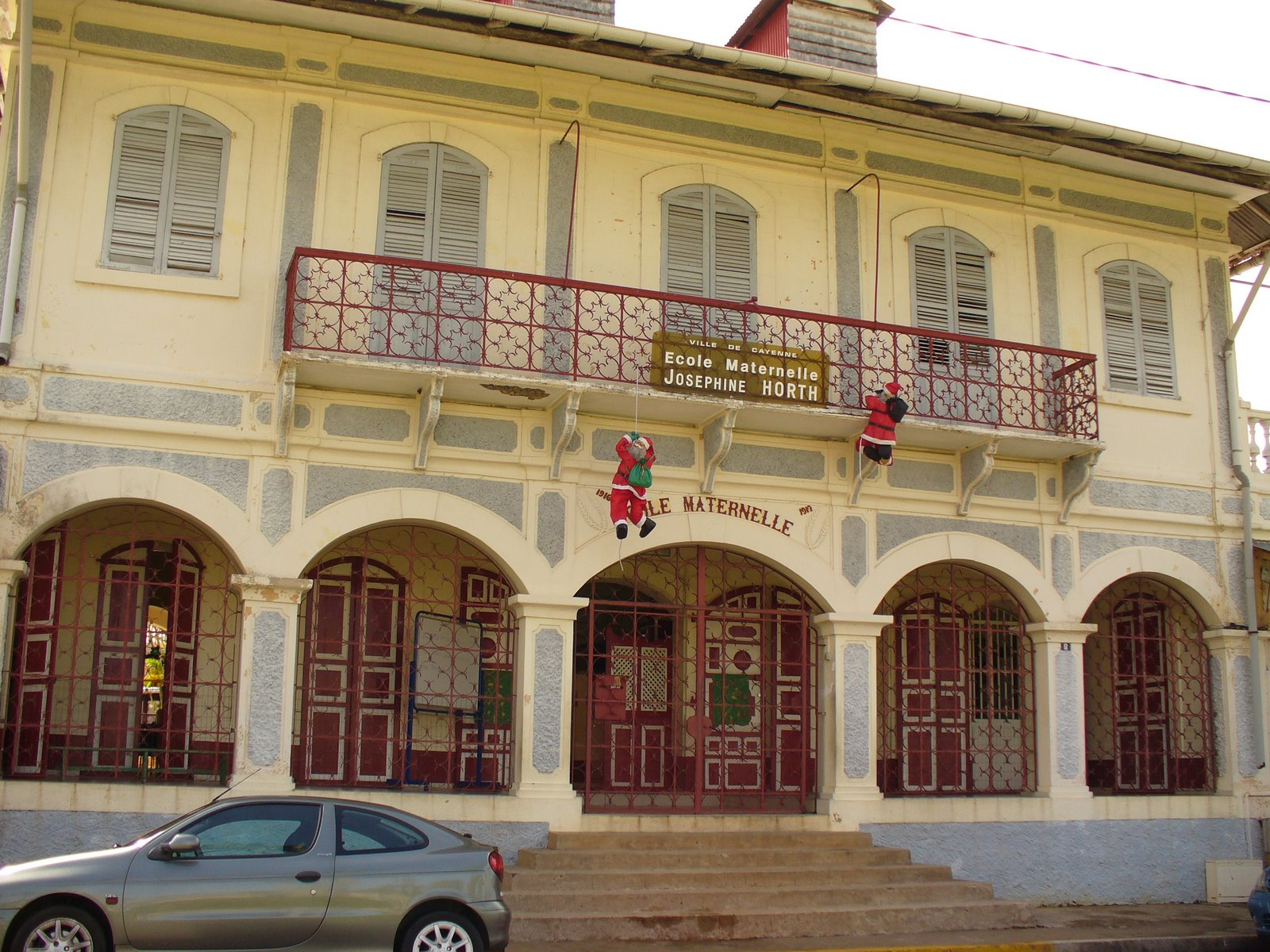
École maternelle Horth à Cayenne.